# アルティーク
アルティーク人（アルティークじん、英語: Alutiiq, ロシア語: Чуванцы）とは、ユピックの一派で、アラスカ先住民の8つのグループの1つ、別名スフピアック（英語: Sugpiaq）および太平洋ユピックまたは太平洋エスキモーとも呼ばれる。アラスカ半島には4,000人ほど、周辺の諸島を合わせると13,000ほどが推定で住んでいるとされている。